# Vlčetínec
Vlčetínec település Csehországban, a Jindřichův Hradec-i járásban. Vlčetínec Žďár, Horní Radouň, Dívčí Kopy, Kamenice nad Lipou, Mnich, Včelnička és Bohdalín településekkel határos. Lakosainak száma 51 fő (2024. január 1.).

## Népesség
A település lakosságának változását az alábbi diagram mutatja:
| Lakosok száma | 192  | 219  | 197  | 144  | 89   | 59   | 51   | 46   | 50   | 51   |
|               | 1869 | 1890 | 1921 | 1950 | 1980 | 2001 | 2017 | 2019 | 2022 | 2024 |